# Intervilles
Intervilles  est une émission de télévision française créée en 1962 par Guy Lux et Claude Savarit. Diffusée pendant plus de cinquante ans malgré plusieurs interruptions, l'émission jeu télévisé français bénéficie de la plus importante longévité et du plus grand nombre d'adaptations d'une émission française à l'étranger. Le programme fait partie des rendez-vous de l'été les plus populaires en France, avec notamment Fort Boyard et La Carte aux trésors.
Le concept s'inspire de l'émission italienne Campanile sera (it) créée en 1959 où deux villes de régions différentes s'affrontent dans une succession de questionnaires quiz et d'épreuves physiques ou encore, de jeux d'adresse loufoques. L'un des éléments caractéristique de la formule d'origine est l'utilisation de « vachettes » dans des épreuves similaires aux épreuves toros-piscines pratiquées dans Landes françaises. Le succès d'audience permet aux deux producteurs, la création de la version européenne Jeux sans frontières ainsi que les déclinaisons hivernales Interneige puis Interglace.
L'émission Intervilles est diffusée pour la première fois à partir du 19 juillet 1962 sur la chaîne unique RTF puis on la retrouve sur la première ou la deuxième chaîne de l'ORTF. Après douze ans d'absence, l'émission revient en 1985 sur la chaîne publique FR3 puis, de 1986 à 1999, sur TF1, devenue privée en 1987[réf. nécessaire].
À partir de 2004, le service public la relance sur France 2 puis sur France 3 de 2006 à 2009. Depuis lors, le jeu est provisoirement arrêté, à l'exception d'une émission spéciale diffusée sur France 2 en 2013 pour le cinquantenaire du jeu. Le retour de l'émission sous une nouvelle formule est annoncé au tournant des années 2020 mais il faut attendre l'été 2025 pour que France 2 officialise le retour de l'émission[réf. nécessaire].
Plus de trente animateurs se sont succédé à la tête du programme, dont les plus notables sont Guy Lux, Simone Garnier, Léon Zitrone et Claude Savarit durant les années 1960 et 1970 puis notamment Jean-Pierre Foucault, Nathalie Simon et Tex.

## Principe du jeu
Deux villes françaises s'affrontent amicalement à travers une série d'épreuves physiques et de jeux d'adresse, sur terre, dans l'eau et dans les airs. L'émission se déroule dans un grand studio de télévision extérieur (une « arène ») qui se déplace d'une émission à l’autre, souvent dans la ville d'une des deux équipes. Parmi les épreuves les plus célèbres, les jeux sur tapis roulant ou tournette, qui donnent lieu à de nombreuses dégringolades et les épreuves avec des « vachettes » déstabilisant les candidats, directement inspirées des courses landaises.
Dans les saisons de 1962 à 1964, les jeux sont sanctionnés de 1 point en cas de victoire et les matchs nuls sont sanctionnés alternativement de 1 point partout et de 0 point. Jusqu'en 2013, les jeux valent le plus souvent 2 points et sont donc sanctionnés de 1 point partout en cas de match nuls, à l'exception de la version de 2004 ou ces deux sanctions sont doublées. Depuis le retour de l'émission en 2025, chaque victoire rapporte 3 points, alors que le match nul reste à 1 point partout.
À partir de 1985 ou 1986 et à l'exception de la saison 2004, les équipes peuvent jouer un Joker sur le jeu de leur choix, qui double leur sanction sur le jeu, ainsi en cas de victoire, la ville marque 4 points au lieu de 2 et en cas de match nul 2 points au lieu d'1 contre 1 pour la ville adverse[réf. nécessaire].
Le jeu final est, jusqu'en 1999, une épreuve de questions à choix multiples (il est cependant suivi en 1971 d'une épreuve de tir à la corde pouvant rapporter jusqu'à 4 points). L'équipe qui mène à la marque, représentée par une équipe de trois personnes complétée du maire de la ville à partir de 1985, répond à une première question, l'équipe adverse répond ensuite à deux questions successives puis la première équipe répond à une deuxième question (donc selon un schéma A-B-B-A). Avant chaque question, le maire de la ville choisit entre un coefficient de 1 ou 3 points, à l'issue de chaque question une réponse est sanctionnée d'autant de points en plus que le coefficient choisi et d'autant de points en moins en cas de mauvaise réponse. À partir de 1971 (ou 1970), chaque ville choisit selon des règles différentes pour chaque saison le domaine culturel de la question avant d'y répondre.
En 2004, le jeu est remplacé par un affrontement physique entre trois hommes forts des deux équipes reprenant la structure du jeu du "défi" ou du "grand plan" introduit auparavant, ici rebaptisé "mur des champions", les candidats devant chacun effectuer l'ascension d'un plan incliné de 30° par mouvement de traction, le premier candidat commençant à une hauteur définie par le nombre de points marqués précédemment. L'équipe victorieuse de ce jeu final remporte le match. Depuis l'édition 2025, le deuxième relais est remplacée par une ascension exclusivement féminine d'un mur d'escalade.
En 2009, ce dernier jeu est à nouveau remplacé par un autre jeu d'ascension impliquant quinze personnes. Cette formule de jeu est réutilisée dans d'autres formats de Mistral Production, comme Intervilles International.

## Historique des versions du jeu

### 1962-1964: Première version (RTF puis ORTF)
En 1962, les téléspectateurs apprennent que la 49e édition du Tour de France n'est pas diffusée à la télévision en raison d'un désaccord entre la presse régionale et la télévision sur la question de la publicité clandestine, non désirée par le gouvernement. En effet, les équipes cyclistes sont sponsorisées pour la première fois depuis la retransmission télévisée du Tour par des marques. Pour faire face au mécontentement des téléspectateurs et pallier cette absence de diffusion, Guy Lux, présentateur du Palmarès des chansons, propose d'adapter le divertissement italien Campanile sera (it). Emmanuel Robert et Pierre Brive achètent les droits pour la RTF.
Malgré des débuts difficiles, Intervilles devient un véritable phénomène de société. Son créateur, Guy Lux, coprésente l'émission avec Léon Zitrone. Chacun des deux présentateurs se trouve dans une des deux villes candidates. Simone Garnier et Roger Couderc participent à l'aventure. La première finale est disputée le 27 septembre 1962 entre les villes de Dax (Landes) et de Saint-Amand-les-Eaux (Nord). Guy Lux est à Dax, Léon Zitrone à Saint-Amand. La finale, dont la durée prévue est d'une heure ou une heure et demie, atteint près de deux heures et demie à cause de nombreuses discussions et réclamations; les deux dernières questions n'ayant même pas été posées car, en ayant échoué sur la première question, Saint-Amand est menée 11 à 3.
Après trois années de succès, Intervilles est remplacée par une version étendue à plusieurs pays d'Europe, créée sous l'impulsion de Charles de Gaulle, intitulée Jeux sans frontières.

### 1970-1973: Deuxième version (ORTF)
La deuxième version est diffusée à partir de l'année 1970, 1971 et 1973.
Le 22 septembre 1971, Léon Zitrone, alors à Dax, interrompt la finale de l'édition 1971 disputée face à Carcassonne, car il est victime d'un jet de projectile sur le verre de ses lunettes. Suite à cet incident, aucune édition d'Intervilles n'est organisée l'année suivante et l'édition 1973, à l'exception de la finale, se disputera sans l'animateur, chaque émission se déroulant dans une seule ville et en différé.

### 1985-1991: Troisième version (FR3 puis TF1)
Après douze ans d'absence, Intervilles revient sur FR3 à l'été 1985 avec toujours Guy Lux aux commandes de l'émission. 3 émissions sont diffusées les 10 juillet 1985, 17 juillet 1985 et 24 juillet 1985 pour tester l'accueil des jeunes générations. C'est un succès, 8 millions de téléspectateurs sont au rendez-vous.

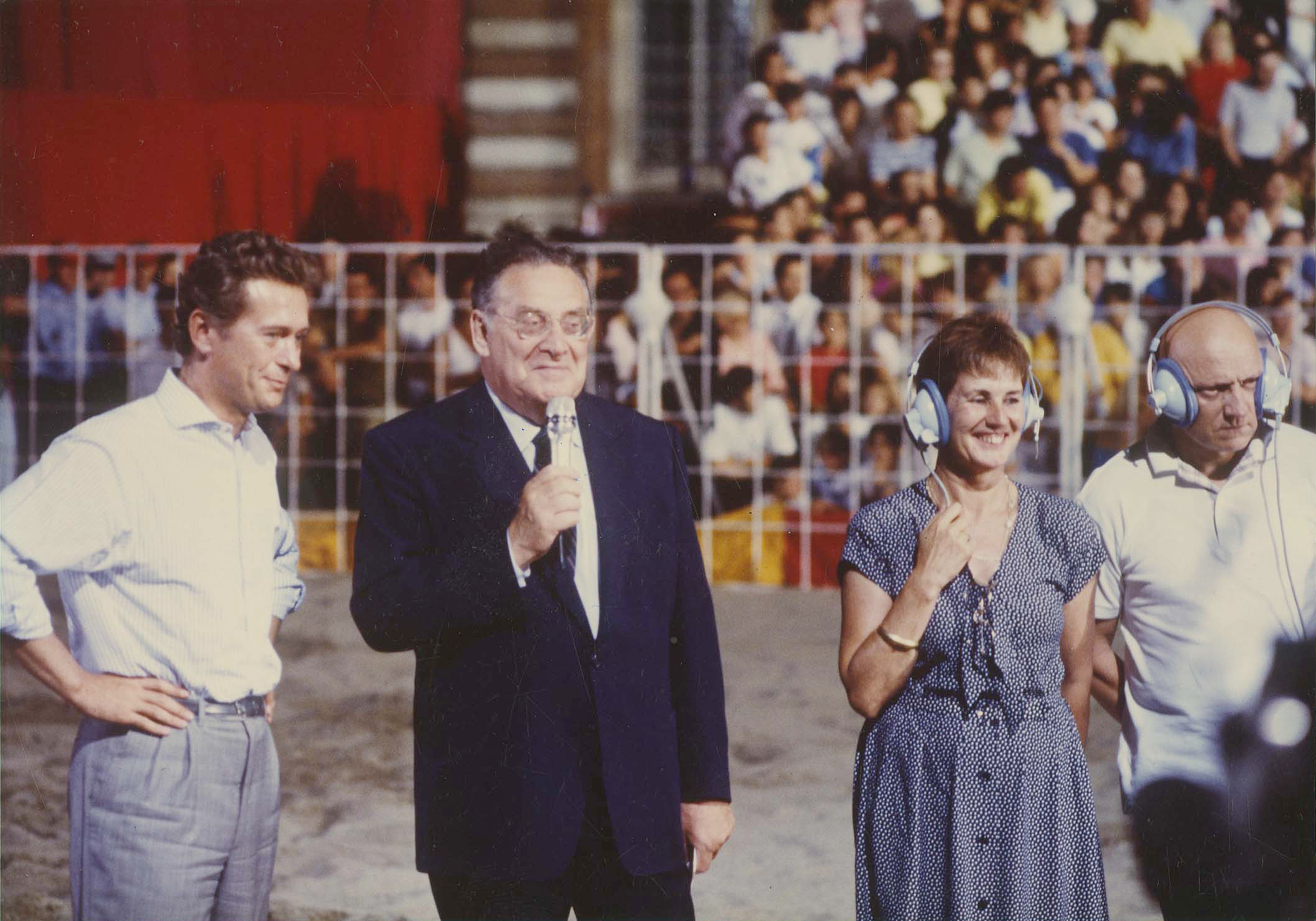
Intervilles en juillet 1986 à Toulouse avec son maire Dominique Baudis, le présentateur Léon Zitrone et deux candidats.

À partir du 4 juillet 1986, l'émission est déplacée sur TF1, tous les vendredis soirs, pour une série de 7 émissions. Cette nouvelle formule est diffusée jusqu'en 1991. L'émission s'arrête à la suite de l'amende de 4 980 000 F infligée par le Conseil supérieur de l'audiovisuel le 22 avril 1992 à TF1. En effet les marques La vache qui rit, Tiercé magazine et Champion sont citées et montrées plusieurs fois ; or la publicité d'un produit ne peut se faire qu'au cours d'un écran publicitaire, enfin à l'époque la publicité pour la presse et la grande distribution est interdite au sein des émissions,,,.

### 1995-1999: Quatrième version (TF1)
En juillet 1995, après quatre ans d'absence, Intervilles revient sur TF1 avec aux commandes Jean-Pierre Foucault, Fabrice, Nathalie Simon et Olivier Chiabodo. L'émission, toujours réalisée par Gilles Amado, est produite par Glem. Gérard Louvin propose dans un premier temps le poste de coanimatrice à Sophie Favier[réf. nécessaire]. Enceinte, elle doit décliner l'offre au bénéfice de Nathalie Simon. La formule évolue car l'émission ne se déroule que sur un seul site, celui de la ville d'accueil contre deux auparavant. Jean-Pierre Foucault défend la ville d'accueil, Fabrice défend la ville invitée, Nathalie Simon teste les jeux et Olivier Chiabodo les arbitre. On retrouve à peu de chose près les mêmes jeux notamment le Défi (un grand plan incliné à monter à la force des bras) qui est une épreuve récurrente à chaque émission. On retrouve aussi évidemment les désormais célèbres « vachettes » landaises. Le succès est immédiat et l'émission bat des records d'audience. Le premier affrontement de ce nouveau concept d'Intervilles qui oppose Valenciennes à Saint-Amand-les-Eaux est suivi par plus de 9 millions de téléspectateurs. Les deux meilleurs scores d'une saison se qualifient pour la finale qui désigne la ville gagnante de la saison. TF1 programme deux éditions du jeu durant l'hiver 1995.
Le succès se confirme en 1996 sans grand changement notable. Lors du match opposant Le Puy du Fou à Cholet, durant l'épreuve des questions, Chiabodo indique, avec ses doigts, le numéro de la bonne réponse au concurrent représentant Le Puy du Fou. L'affaire est dévoilée l'année suivante.
En 1997, l'émission connaît quelques changements car Fabrice ne rempile pas pour profiter de ses vacances et il est remplacé par Thierry Roland. Un nouveau jeu récurrent apparaît aux côtés du Défi : le Ventriglisse. Le but est de glisser le plus loin possible sur une longue piste savonnée. Lors de la première émission, qui oppose Le Puy du Fou au pays d'Ancenis, Chiabodo aide à nouveau Le Puy du Fou. La finale a lieu au parc Disneyland et oppose Le Puy du Fou à Mont-de-Marsan. Le Puy du Fou gagne mais l'audience commence à s'éroder[réf. nécessaire]. Quelques mois plus tard, le 17 septembre, Le Canard enchaîné dévoile l'affaire Chiabodo. L'animateur nie mais est écarté de l'antenne. L'affaire se solde par un non-lieu mais Olivier Chiabodo est licencié de TF1. Lors de la démonstration d'un jeu à Aix-les-Bains, Nathalie Simon chute en direct d'un plan incliné et se blesse gravement à la cheville. Elle subit une intervention chirurgicale et revient deux semaines plus tard, se déplaçant sur les plateaux dans une voiturette baptisée « Nat' Mobile ».
On croit l'émission condamnée mais la chaîne décide de la maintenir à l'antenne en 1998 avec une toute nouvelle équipe : Julien Courbet remplace Thierry Roland occupé par la Coupe du monde de football, Delphine Anaïs remplace Nathalie Simon, absente pour cause de maternité, Laurent Mariotte remplace Olivier Chiabodo et Robert Wurtz devient l'arbitre officiel en remplacement de Chiabodo. Seul Jean-Pierre Foucault rempile. La première émission a lieu à Arras qui reçoit Saint-Quentin et la finale oppose Mont-de-Marsan à Dax dans ses arènes. Mais l'audience continue à baisser et devient insuffisante pour TF1 qui décide de ne pas reconduire l'émission l'été suivant. À noter que TF1 songe à cette époque à Bruno Masure, tout juste débarqué du 20H de France 2 en octobre 1997, pour succéder à Thierry Roland.
Néanmoins, la chaîne programme en septembre 1999 une spéciale Paris-Pékin en direct à l'occasion de l'année de la Chine en France.
L'émission est présentée par Jean-Pierre Foucault, Fabrice, Nathalie Simon, Laurent Mariotte et un nouveau, le franco-suisse Olivier Grandjean. Toujours réalisée par Gilles Amado et produite par Glem et Mistral production. Le jeu est diffusé en direct en France et en Chine. L'audience en France est très moyenne, ce qui convainc TF1 de suspendre définitivement Intervilles. Des négociations ont eu lieu entre Mistral production et France 3 pour transférer l'émission de TF1 sur le service public mais celles-ci n'aboutissent pas à l'époque.

### 2004-2009: Cinquième version (France 2 puis France 3)

#### Saison 2004
En 2004, France 2 décide de remettre à l'antenne ce jeu estival mais dans un format inédit développé par Mistral production : en quotidienne et en access prime-time . De plus l'émission est enregistrée à Europa-Park en Allemagne sur le site de l'émission allemande.
Cette nouvelle mouture est présentée par Nagui dont c'est le grand retour sur le service public, Juliette Arnaud, quasi inconnue du public à part pour être l'ex-fiancée de Michaël Youn et arbitrée par Robert Wurtz ayant déjà officié en 1998. Des pom-pom girls répondant au nom de Simones font leur apparition.
L'émission est composée de six jeux :
- Le premier est un jeu de piscine (tapis roulant, bulles gonflables, rouleaux ou chamelier).
- Le deuxième est un jeu aérien ou de tournette
- Le troisième est le jeu des questions qui se déroule dorénavant sur le Silver Star.
- Le quatrième est un jeu avec la  tournette
- Le cinquième est un jeu avec la « vachette ».
- Le dernier jeu est le Mur des champions (ex-Défi).

Les points obtenus au fil des jeux servent désormais à monter sur le plan incliné afin de prendre de l'avance pour conclure les trois relais. L'équipe qui les termine en premier gagne le match et revient le lendemain défier une nouvelle ville et ainsi de suite jusqu'au vendredi. L'équipe qui gagne le vendredi est sélectionnée pour la finale.
La finale a eu lieu mi-août, cette fois en première partie de soirée, toujours à Europa-Park. Elle est découpée en deux parties distinctes :
- La première départage les villes victorieuses de chaque semaine afin qu'il n'en reste que deux.
- La deuxième se déroule normalement avec les deux villes et elles se départagent au mur des champions. Le Creusot gagna cette édition 2004.

Le bilan de cette édition 2004 est mitigé : audience correcte pour l'access mais moyenne pour l'émission en première partie de soirée.

#### Saison 2005
En 2005, France 2 revient aux fondamentaux de l'émission mais toujours sans direct justifié par l'incertitude du jour de diffusion. L'émission est ainsi enregistrée une semaine avant sa diffusion. Elle est désormais coproduite par Mistral production et Air Productions, réalisée par Didier Fraisse, avec aux commandes toujours Nagui, Patrice Laffont, Nathalie Simon qui fait son grand retour, Philippe Corti pour l'ambiance musicale, Robert Wurtz et Olivier Alleman sont à l'arbitrage. Les Simones sont rebaptisées les Cortisannes[réf. nécessaire].
On retrouve la formule des années 1990 à part les questions finales qui disparaissent et le Mur des champions qui sert de jeu final. L'émission réalise de très belles audiences malgré une concurrence féroce. La finale se déroule dans les arènes d'Arles et se conclut par la victoire de Saint-Quentin.

#### Saison 2006
2006 est une année d'hésitations pour Intervilles : tout d'abord pour la chaîne (passage de France 2 à France 3). La plus grosse difficulté consiste à trouver de nouveaux animateurs. Nathalie Simon et Robert Wurtz rempilent mais Nagui, occupé par son nouveau jeu quotidien Tout le monde veut prendre sa place, ne souhaite pas continuer.
Le cas de Patrice Laffont est tout autre. L'animateur souhaite poursuivre l'aventure et est pressenti pour continuer, mais la nouvelle chaîne le juge trop âgé. Après beaucoup d'hésitations, il est finalement écarté, ce qui lui laisse toujours un goût amer.
Après plusieurs refus d'animateurs (Patrick Sébastien, Anthony Kavanagh…), ce sont finalement Julien Lepers et Tex qui sont choisis, auxquels vient s'ajouter Vanessa Dolmen, qui s'occupe du fil rouge. Philippe Corti est annoncé à la dernière minute.
La première émission a lieu au Touquet, qui reçoit Saint-Quentin. Le succès est toujours au rendez-vous. L'émission retrouve le direct et est réalisée par Didier Fraisse pour les trois premières et Gilles Amado pour les six autres. La finale a lieu dans les arènes de Nîmes pour un match opposant Nîmes à Mont-de-Marsan, cette dernière gagnant l'édition.

#### Saison 2007

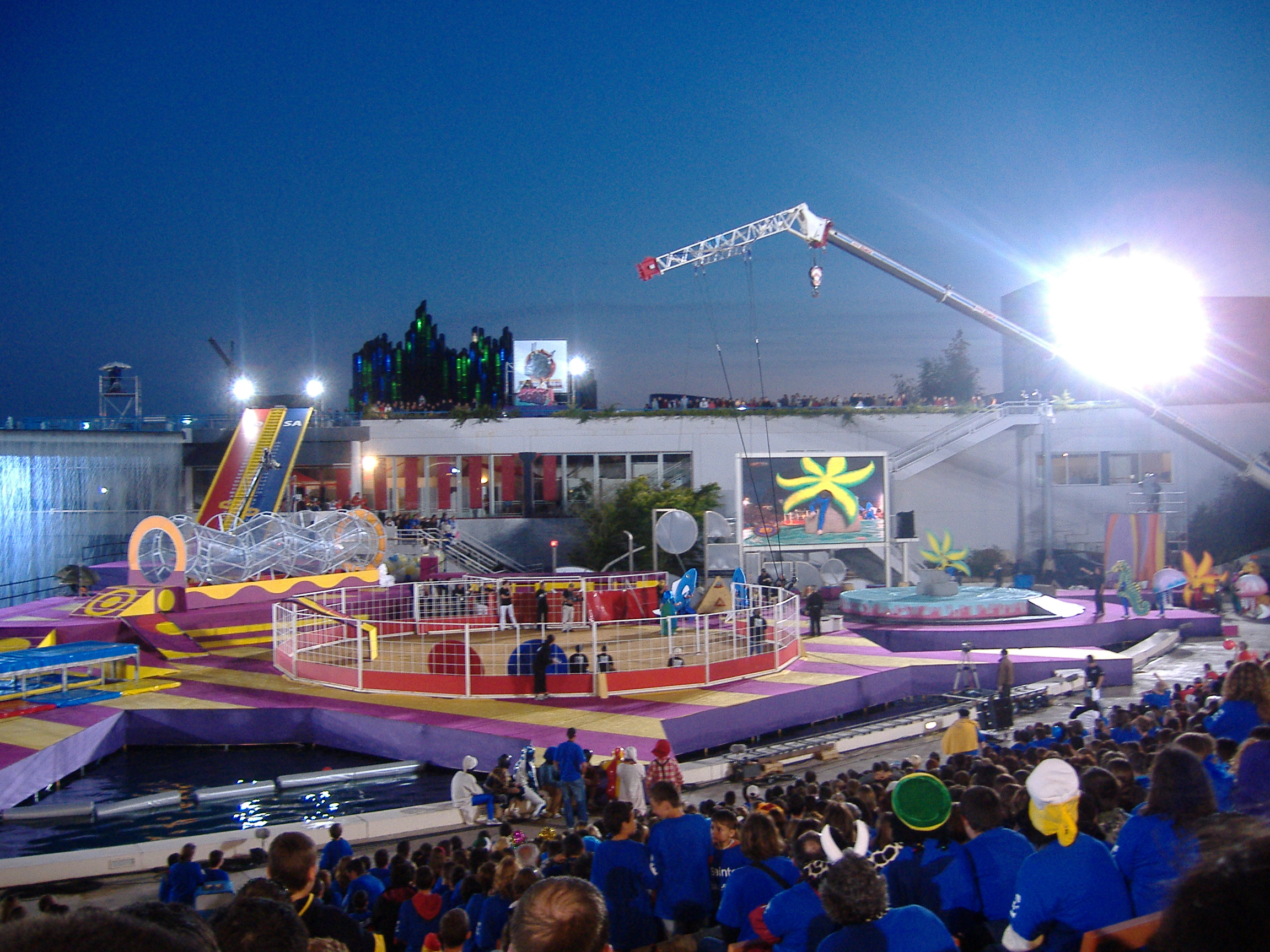
Intervilles au Futuroscope

La saison 2007 reprend avec la même équipe. Robert Wurtz est victime, à la fin de la seconde émission, d'un accident vasculaire cérébral qui l'oblige à abandonner son poste. Il est remplacé par son assistant Olivier Alleman jusqu'à la fin de la saison.
Les cinq premières émissions sont réalisées par Didier Fraisse et les cinq dernières par Laurent Daum.
La finale opposant Mont-de-Marsan à Carcassonne voit le deuxième sacre consécutif de Mont-de-Marsan, à domicile cette fois-ci.[réf. nécessaire]

#### Saison 2008
La saison 2008 d'Intervilles débute sans Robert Wurtz, qui est remplacé par l’assistant Olivier Alleman, ni Vanessa Dolmen, qui est remplacée par Alessandro Di Sarno. Un nouvel arbitre assistant fait également son apparition : Sandra Murugiah.
Cette saison est lancée le 23 juin en direct du Futuroscope dans une spéciale VIP intitulée InterVIP, où des célébrités parisiennes et marseillaises s'affrontent au profit d'associations. Cependant, cette spéciale ne fonctionne pas bien en raison, peut-être, d'une programmation anticipée et d'un manque de promotion (très peu d'articles de presse et une bande-annonce arrivée tardivement à l'antenne). D'autres célébrités participent également par la suite : Rachel Legrain-Trapani à Vannes et Alexandra Rosenfeld à Beaucaire. Durant les 4e et 5e émissions, Philippe Corti est remplacé par Matthieu Allard, son assistant, au poste de DJ après s'être fracturé des côtes. Niveau réalisation, Didier Fraisse réalise les six premières émissions et Patricia Rimond des Anges les quatre autres. La finale oppose Dax à Vannes et voit le troisième sacre de Dax après ceux de 1962 et de 1971.
Cette saison marque un certain essoufflement du concept. L'émission ne retrouve pas ses audiences des années précédentes en ne dépassant pas la barre des 3 millions de téléspectateurs. Le producteur lui-même le concède et évoque un renouvellement complet de l'émission pour 2009.
On reproche à l'émission d'être trop répétitive (quasiment aucun jeu inédit cette saison) et de cibler davantage le jeune public tout en ratant sa cible initiale qui est familiale.

#### Saison 2009
Le 13 septembre 2008, Alain Vautier, le directeur des programmes de France 3, annonce sur l'antenne d'Europe 1 qu'Intervilles est menacée. Une saison 2009 est finalement signée mais au prix de grands changements et d'un budget réduit de 30 % par rapport aux années précédentes.
- Le Mur des champions disparait mais est remplacé par un jeu final décisif appelé L'escalade infernale qui réunit l'ensemble de l'équipe.
- L'émission est tournée pendant trois mois sur un seul et même site à Amnéville en Lorraine.
- Toutes les émissions de la saison sont enregistrées.
- Chaque émission comporte 50 % de jeux inédits.
- Éviction de Julien Lepers, de Tex, de Philippe Corti et d'Alessandro Di Sarno (malgré les propos tenus par l'intéressé[17]). Nelson Monfort (qui a déjà une petite expérience dans le genre en ayant animé en 1999 Jeux sans frontières) et Philippe Candeloro les remplacent pour cette nouvelle saison aux côtés de Nathalie Simon, unique rescapée de l'ancienne version. L'arbitre Robert Wurtz doit être présent mais, soucieux de sa santé, il préfère revenir sur sa décision : l'arbitre est donc Olivier Alleman, assisté de Michel Ménétrier.

Cette saison voit le premier sacre de Gap qui bat en finale Dax, le tenant du titre. Si l'audience s'est révélée satisfaisante, 2009 aurait pu voir le retour de la déclinaison hivernale Interneiges[réf. nécessaire].

### Pause entre 2010 et 2012
À l'issue de la saison 2009, les audiences se révèlent faibles (12,5 %). Alors que la décision de France 3 quant au maintien n'est pas encore connue, il est envisagé un retour à une formule itinérante. Cette hypothèse semble difficilement tenable étant donné que Mistral production n'a semble-t-il pas envisagé un échec de la nouvelle formule en ayant signé un contrat de trois ans avec la ville d'Amnéville comme unique lieu de tournage de l'émission.[réf. nécessaire]
De son côté, le producteur Yves Launoy semble satisfait des audiences et du résultat à l'antenne de la nouvelle formule. Il souhaite que France 3 maintienne l'émission afin de corriger quelques imperfections. La chaîne, quant à elle, se donne deux à trois mois pour décider de l'avenir de l'émission.[réf. nécessaire]
Cependant, le 3 décembre 2009, Patrice Duhamel annonce lors d'une conférence de presse qu'Intervilles ne reviendra pas pour l'été 2010. Il précise qu'il ne s'agit pour l'instant que d'une pause et non d'un arrêt définitif de l'émission sur la chaîne. Un nouveau jeu itinérant dans la même veine prend sa place: c'est Mission Millenium.
La déclinaison hivernale est donc une nouvelle fois abandonnée mais voit néanmoins le jour en Chine, nouveau pays vitrine d'Intervilles.
En 2011, pour la seconde année consécutive, Intervilles ne fait pas partie de la grille d’été de France 3. L’échec de Mission Millenium l’été précédent laisse envisager un retour de l'émission en cet été 2011 et selon des informations parues dans la presse à l’automne 2010, la nouvelle direction de France 3 a demandé à Mistral Production de plancher sur une version 2011 revenant aux fondamentaux de l’émission : un show itinérant et en direct[réf. souhaitée]. Le projet n'est finalement pas retenu, la chaîne lui préférant le projet d'ALP, L'Étoffe des champions. La France participe tout de même à la version internationale de l'émission qui n'est pas diffusée sur une chaîne française, avec l’arbitre Olivier Grandjean comme maître d’œuvre de ce fort succès à l’étranger.
France 3 laisse à nouveau Intervilles dans les cartons en 2012, pour la troisième année consécutive ; d'ailleurs, elle ne propose aucun jeu estival. Cette saison aurait marqué le cinquantenaire de l'émission. Un livre "Génération Intervilles", paru aux éditions de L'Agenda du Sport, est paru en 2012 à l'occasion du cinquantenaire. Le livre retrace 50 ans d'émissions à travers les anecdotes les plus mémorables et brosse un portrait attachant et méconnu de l'emblématique animateur.

### 2013: Émission spéciale 50 ans (France 2)
Pour fêter les 50 ans de l'émission, Intervilles revient le samedi 29 juin 2013 à 20 h 45 pour une unique soirée au cours de laquelle Dax affronte Saint-Amand-les-Eaux, comme lors de la première finale en 1962. L'émission est de nouveau diffusée sur France 2, comme entre 2004 et 2005, au lieu de France 3 habituellement.
Un temps pressenti, Julien Courbet n'anime pas le jeu, en raison de son licenciement de France 2. Quant à Nagui, il aurait décliné la proposition. C'est finalement à Olivier Minne qu'est confiée la présentation, ainsi qu'à Nathalie Simon et Tex qui reprend le rôle d'arbitre. Par ailleurs, Big Ali est le DJ de cette soirée.
Pour coacher chaque équipe, quatre stars sont présentes : Anne Bernex et Taïg Khris soutiennent Saint-Amand-les-Eaux, tandis que Christian Califano et Ève Angeli supportent Dax.
L'émission obtient 3,8 millions de téléspectateurs et 20,4 % de part de marché et est « leader » de la soirée.
Après cette émission évènement, France Télévisions ne signe pas de nouvelle saison du jeu.

### Arrêt entre 2014 et 2024
Le concept d'Intervilles revient sur Gulli en 2014. Il s'agit néanmoins d'une version internationale de l'émission, présentée par Cécile de Ménibus, Joan Faggianelli et Olivier Grandjean. En août 2016, après trois saisons, la chaîne annonce que l'émission ne reviendra pas à la rentrée .
L'émission doit faire son grand retour sur France 2 en 2020 et être tournée en avril à proximité du complexe Disneyland Paris. Elle doit être produite par Banijay Productions, filiale française de Banijay Group. En raison de la pandémie de Covid-19, les tournages sont annulés.
Stéphane Sitbon Gomez annonce dans Le Parisien le 21 novembre 2020 que le retour d'Intervilles n'est pas pour tout de suite au vu de la crise sanitaire. Dans Le Parisien, l'animateur Nagui indique espérer relancer l'émission dans un « Intervilles modernisé » pour l'été 2023.
Le projet établit une version sans vachettes et tournée sur un unique site. D'abord le site du Futuroscope est annoncé, ayant déjà accueilli l'émission en 1991, 1995, 1998, 2007 et 2008, mais cette information est démentie.
Nagui annonce finalement en octobre 2023 que l'émission n'est plus une priorité, au vu du coût de la vie et des difficultés financières des différentes villes. Cependant, la reprise de l'émission est toujours d'actualité.

### 2025: Sixième version (France 2)
L'émission est de retour à partir du 3 juillet 2025 en direct sur France 2, présentée par Nagui et Bruno Guillon, accompagnés des anciennes Miss France Camille Cerf et Valérie Bègue. Le journaliste et commentateur sportif Yoann Riou est censé assumer le rôle d'arbitre. La musicienne Magali Ripoll doit remplacer Philippe Corti et Big Ali, dans le rôle d'animatrice d'ambiance et disc jockey.

## Identité télévisuelle du jeu

### Générique
De 1962 à 1973, une musique des Compagnons de la chanson intitulée De ville en ville est utilisée comme indicatif de l'émission.
Entre 1985 et 2013, la musique du générique de l'émission est Shanana du groupe Citizen's, paru la même année. Elle est réarrangée à cinq reprises (en 1995, 1998, 1999, 2004 et en 2009) spécialement pour l'émission[réf. nécessaire].
Pour le retour du jeu en 2025, Nagui annonce une nouvelle version du générique, spécialement composée pour l'émission par Ofenbach.

### Logos

Logo lors des saisons de 1995 à 1998 sur TF1.
Logo lors des saisons 2004 et 2005 sur France 2.
Logo lors des saisons 2006 à 2008 sur France 3.
Logo lors de la saison 2009 sur France 3.
Logo lors de la saison 2013 sur France 2.
Logo lors de la saison 2025 sur France 2.

### Présentateurs et diffusion
| Année | Chaîne   | Présentateurs et présentatrices | Présentateurs et présentatrices | Présentateurs et présentatrices | Présentateurs et présentatrices | Présentateurs et présentatrices | Présentateurs et présentatrices          | Présentateurs et présentatrices |
| ----- | -------- | ------------------------------- | ------------------------------- | ------------------------------- | ------------------------------- | ------------------------------- | ---------------------------------------- | ------------------------------- |
| 1962  | RTF      | Guy Lux                         | Simone Garnier                  | Roger Couderc                   | Léon Zitrone                    | Léon Zitrone                    | /                                        | /                               |
| 1963  | RTF      | Guy Lux                         | Simone Garnier                  | Claude Savarit                  | Léon Zitrone                    | Léon Zitrone                    | /                                        | /                               |
| 1964  | ORTF     | Guy Lux                         | Simone Garnier                  | Claude Savarit                  | Léon Zitrone                    | Léon Zitrone                    | /                                        | /                               |
| 1970  | ORTF     | Guy Lux                         | Simone Garnier                  | Claude Savarit                  | Léon Zitrone                    | Léon Zitrone                    | /                                        | /                               |
| 1971  | ORTF     | Guy Lux                         | Simone Garnier                  | Claude Savarit                  | Léon Zitrone                    | Léon Zitrone                    | /                                        | /                               |
| 1973  | ORTF     | Guy Lux                         | Simone Garnier                  | Claude Savarit                  | Léon Zitrone                    | Léon Zitrone                    | /                                        | /                               |
| 1985  | FR3      | Guy Lux                         | Simone Garnier                  | Claude Savarit                  | Léon Zitrone                    | Léon Zitrone                    | /                                        | /                               |
| 1986  | TF1      | Guy Lux                         | Simone Garnier                  | Claude Savarit                  | Léon Zitrone                    | Léon Zitrone                    | /                                        | /                               |
| 1987  | TF1      | Guy Lux                         | Simone Garnier                  | Claude Savarit                  | Léon Zitrone                    | Léon Zitrone                    | /                                        | /                               |
| 1988  | TF1      | Guy Lux                         | Simone Garnier                  | Claude Savarit                  | Léon Zitrone                    | Léon Zitrone                    | /                                        | /                               |
| 1989  | TF1      | Guy Lux                         | Simone Garnier                  | Claude Savarit                  | Léon Zitrone                    | Léon Zitrone                    | /                                        | /                               |
| 1990  | TF1      | Guy Lux                         | Simone Garnier                  | Claude Savarit                  | Léon Zitrone                    | Léon Zitrone                    | /                                        | /                               |
| 1991  | TF1      | Guy Lux                         | Simone Garnier                  | Claude Savarit                  | Denise Fabre                    | Philippe Risoli                 | Patrick Roy et Pascal Brunner            | Évelyne Leclercq                |
| Année | Chaîne   | Animateurs principaux           | Animateurs principaux           | Animateurs secondaires          | Animateurs secondaires          | Animateurs secondaires          | Arbitres                                 | Arbitres                        |
| 1995  | TF1      | Jean-Pierre Foucault            | Fabrice                         | Nathalie Simon                  | /                               | /                               | Olivier Chiabodo                         | /                               |
| 1996  | TF1      | Jean-Pierre Foucault            | Fabrice                         | Nathalie Simon                  | /                               | /                               | Olivier Chiabodo                         | /                               |
| 1997  | TF1      | Jean-Pierre Foucault            | Thierry Roland                  | Nathalie Simon                  | /                               | /                               | Olivier Chiabodo                         | /                               |
| 1998  | TF1      | Jean-Pierre Foucault            | Julien Courbet                  | Delphine Anaïs                  | Laurent Mariotte                | Laurent Mariotte                | Robert Wurtz                             | /                               |
| 1999  | TF1      | Jean-Pierre Foucault            | Fabrice                         | Nathalie Simon                  | Laurent Mariotte                | Laurent Mariotte                | Olivier Grandjean                        | /                               |
| 2004  | France 2 | Nagui                           | Juliette Arnaud                 | /                               | /                               | /                               | Robert Wurtz (jusque Tours-Saintes 2007) | Olivier Alleman (assistant)     |
| 2005  | France 2 | Nagui                           | Patrice Laffont                 | Nathalie Simon                  | /                               | Philippe Corti                  | Robert Wurtz (jusque Tours-Saintes 2007) | Olivier Alleman (assistant)     |
| 2006  | France 3 | Tex                             | Julien Lepers                   | Nathalie Simon                  | Vanessa Dolmen                  | Philippe Corti                  | Robert Wurtz (jusque Tours-Saintes 2007) | Olivier Alleman (assistant)     |
| 2007  | France 3 | Tex                             | Julien Lepers                   | Nathalie Simon                  | Vanessa Dolmen                  | Philippe Corti                  | Olivier Alleman (dès Tours-Saintes 2007) | /                               |
| 2008  | France 3 | Tex                             | Julien Lepers                   | Nathalie Simon                  | Alessandro di Sarno             | Philippe Corti                  | Olivier Alleman (dès Tours-Saintes 2007) | Sandra Murugiah (assistante)    |
| 2009  | France 3 | Nelson Monfort                  | Philippe Candeloro              | Nathalie Simon                  | /                               | /                               | Olivier Alleman (dès Tours-Saintes 2007) | Michel Ménétrier (assistant)    |
| 2013  | France 2 | Olivier Minne                   | Nathalie Simon                  | /                               | /                               | Big Ali                         | Tex                                      | Michel Ménétrier (assistant)    |
| 2025  | France 2 | Nagui                           | Bruno Guillon                   | Valérie Bègue                   | Camille Cerf                    | Magali Ripoll                   | Yoann Riou                               | /                               |

## Palmarès
| Année | Ville victorieuse    | Ville finaliste                     | Ville finaliste                     |
| ----- | -------------------- | ----------------------------------- | ----------------------------------- |
| 1962  | Dax                  | Saint-Amand-les-Eaux                | Saint-Amand-les-Eaux                |
| 1963  | Tarbes               | Saint-Malo                          | Saint-Malo                          |
| 1964  | Royan                | Bayonne                             | Bayonne                             |
| 1970  | Bayonne              | Saint-Omer                          | Saint-Omer                          |
| 1971  | Dax (2)              | Carcassonne                         | Carcassonne                         |
| 1973  | Anglet               | Thiers                              | Thiers                              |
| 1985  | Pas de finale        | Pas de finale                       | Pas de finale                       |
| 1986  | Nancy                | Marmande                            | Marmande                            |
| 1987  | Vic-Fezensac         | Le Lavandou                         | Le Lavandou                         |
| 1988  | Vitrolles / Hyeres   | Vitrolles / Hyeres                  | Vitrolles / Hyeres                  |
| 1989  | Cabourg              | Troyes                              | Troyes                              |
| 1990  | Nancy (2)            | Cannes                              | Cannes                              |
| 1991  | Bar-le-Duc           | Nice                                | Nice                                |
| 1995  | Saint-Raphaël        | Cahors                              | Cahors                              |
| 1996  | Puy du Fou           | Pont-Saint-Esprit                   | Pont-Saint-Esprit                   |
| 1997  | Puy du Fou (2)       | Mont-de-Marsan                      | Mont-de-Marsan                      |
| 1998  | Mont-de-Marsan       | Dax                                 | Dax                                 |
| 1999  | Paris                | Pékin                               | Pékin                               |
| 2004  | Le Creusot           | Valenciennes                        | Valenciennes                        |
| 2005  | Saint-Quentin        | Pont-Saint-Esprit (2)               | Pont-Saint-Esprit (2)               |
| 2006  | Mont-de-Marsan (2)   | Nîmes                               | Nîmes                               |
| 2007  | Mont-de-Marsan (3)   | Carcassonne (2)                     | Carcassonne (2)                     |
| 2008  | Dax (3)              | Vannes                              | Vannes                              |
| 2009  | Gap                  | Dax (sans qualification nécessaire) | Dax (sans qualification nécessaire) |
| 2013  | Saint-Amand-les-Eaux | Dax                                 | Dax                                 |
| 2025  | Gap (2)              | Coulanges-lès-Nevers                | Saint-Amand-les-Eaux                |

### Saison 1962
| Type            | Date         | Match             | Match                | Scores |                                      |
| Qualifications  | 19 juillet   | Armentières       | Saint-Amand-les-Eaux | NC     |                                      |
| Qualifications  | 26 juillet   | Bayonne           | Dax                  | 10-4   | Dax repéchée                         |
| Qualifications  | 2 août       | Cavaillon         | Carpentras           | 9-9    | Fusion des deux villes pour la suite |
| Qualifications  | 9 août       | Sélestat          | Thann                | NC     |                                      |
| Qualifications  | 16 août      | Douarnenez        | Concarneau           | 4-6    |                                      |
| Quart de finale | 23 août      | Concarneau        | Vaucluse             | 3-9    |                                      |
| Quart de finale | 30 août      | Bayonne           | Thann                | 10-8   |                                      |
| Quart de finale | 6 septembre  | Dax               | St-Amand-les-Eaux    | 14-12  | St-Amand repéchée                    |
| Demi-finale     | 13 septembre | Bayonne           | Dax                  | 1-6    |                                      |
| Demi-finale     | 20 septembre | St-Amand-les-Eaux | Vaucluse             | 9-1    |                                      |
| Finale          | 27 septembre | Dax               | St-Amand-les-Eaux    | 11-3   |                                      |

### Saison 1989
| Date | Lieu   | Match        | Match | Scores |
| ---- | ------ | ------------ | ----- | ------ |
|      |        | Valenciennes | Nîmes |        |
|      | Finale | Troyes       | ?     |        |

### Saison 1995
| Date        | Lieu                   | Match                | Match          | Scores |                         |
| ----------- | ---------------------- | -------------------- | -------------- | ------ | ----------------------- |
| 5 juillet   | Saint-Amand-les-Eaux   | Saint-Amand-les-Eaux | Valenciennes   | 17-6   |                         |
| 12 juillet  | Futuroscope            | Poitiers             | Cognac         | 8-7    |                         |
| 19 juillet  | Saint-Raphaël          | Saint-Raphaël        | Sainte-Maxime  | 19-11  | Saint-Raphaël finaliste |
| 26 juillet  | Gap                    | Gap                  | Sisteron       | 14-7   |                         |
| 2 août      | Montauban              | Montauban            | Agen           | 8-5    |                         |
| 9 août      | Cahors                 | Cahors               | Sarlat         | 18-7   | Cahors finaliste        |
| 17 août     | Palavas-les-Flots      | Palavas-les-Flots    | Le Grau-du-Roi | 11-14  |                         |
| 23 août     | Troyes                 | Troyes               | Chaumont       | 10-9   |                         |
| 30 août     | Finale à Saint-Raphaël | Saint Raphaël        | Cahors         | 9-8    |                         |
| 23 décembre | Pralognan-la-Vanoise   | Pralognan-la-Vanoise | Les Menuires   |        | Interglace              |
| 30 décembre | Font-Romeu             | Font-Romeu           | Ax-les-Thermes |        | Interglace              |

### Saison 1996
| Date        | Lieu                 | Match             | Match        | Scores |                             |
| ----------- | -------------------- | ----------------- | ------------ | ------ | --------------------------- |
| 3 juillet   | Provins              | Provins           | Montereau    | 13-15  |                             |
| 10 juillet  | Marseille            | Marseille         | Cassis       | 11-14  |                             |
| 17 juillet  | Port-Barcarès        | Port-Barcarès     | Port Leucate | 6-13   |                             |
| 24 juillet  | Bayonne              | Bayonne           | Dax          | 12-16  |                             |
| 31 juillet  | Cholet               | Cholet            | Puy du Fou   | 7-18   | Puy du Fou finaliste        |
| 7 août      | Pont-Saint-Esprit    | Pont-Saint-Esprit | Bollène      | 19-6   | Pont-Saint-Esprit finaliste |
| 14 août     | Le Cannet            | Le Cannet         | Antibes      | 7-3    |                             |
| 21 août     | Béziers              | Béziers           | Castres      | 12-8   |                             |
| 28 août     | Châlons-en-Champagne | Châlons           | Troyes       | 10-3   |                             |
| 6 septembre | Finale à Paris       | Pont-Saint-Esprit | Puy du Fou   | 7-17   |                             |

### Saison 1997
| Date        | Lieu                   | Match          | Match             | Scores |                          |
| ----------- | ---------------------- | -------------- | ----------------- | ------ | ------------------------ |
| 2 juillet   | Puy du Fou             | Puy du Fou     | Pays d'Ancenis    | 22-12  | Puy du Fou finaliste     |
| 9 juillet   | Nice                   | Nice           | Menton            | 14-14  |                          |
| 16 juillet  | Aix-les-Bains          | Aix-les-Bains  | Bellegarde        | 4-16   |                          |
| 23 juillet  | Épinal                 | Épinal         | Saint-Dié         | 16-16  |                          |
| 30 juillet  | Yssingeaux             | Yssingeaux     | Le Puy-en-Velay   | 19-5   |                          |
| 6 août      | Mont-de-Marsan         | Mont-de-Marsan | Saint-Jean-de-Luz | 20-2   | Mont-de-Marsan finaliste |
| 13 août     | Laval                  | Laval          | Saumur            | 13-11  |                          |
| 20 août     | Soissons               | Soissons       | Saint-Quentin     | 1-9    |                          |
| 27 août     | Nîmes                  | Nîmes          | Béziers           | ?      |                          |
| 5 septembre | Finale Parc Disneyland | Puy du Fou     | Mont-de-Marsan    | 18-16  |                          |

### Saison 1998
| Date       | Lieu                    | Match          | Match         | Scores |                          |
| ---------- | ----------------------- | -------------- | ------------- | ------ | ------------------------ |
| 10 juillet | Arras                   | Arras          | Saint-Quentin | 9-10   |                          |
| 17 juillet | Futuroscope             | Angoulême      | Montmorillon  | 12-15  |                          |
| 24 juillet | Dax                     | Dax            | Biarritz      | 18-13  | Dax finaliste            |
| 31 juillet | Concarneau              | Concarneau     | Quimper       | 2-12   |                          |
| 7 août     | Gap                     | Gap            | Barcelonnette | 14-6   |                          |
| 14 août    | Mont-de-Marsan          | Mont-de-Marsan | Cahors        | 18-8   | Mont-de-Marsan finaliste |
| 21 août    | Arles                   | Arles          | Martigues     | 10-11  |                          |
| 28 août    | Finale à Mont-de-Marsan | Mont-de-Marsan | Dax           | 11-0   |                          |

### Saison 1999
| Date        | Lieu  | Match | Match | Scores |
| ----------- | ----- | ----- | ----- | ------ |
| 4 septembre | Paris | Paris | Pékin | 15-9   |

### Saison 2004
Semaine 1 : 
| Date      | Match             | Match          | Vainqueur         |
| --------- | ----------------- | -------------- | ----------------- |
| 5 juillet | St-Amand-les-Eaux | Font-Romeu     | St-Amand-les-Eaux |
| 6 juillet | St-Amand-les-Eaux | Sainte-Maxime  | St-Amand-les-Eaux |
| 7 juillet | St-Amand-les-Eaux | Le Grau-du-Roi | St-Amand-les-Eaux |
| 8 juillet | St-Amand-les-Eaux | L'Isle d'Abeau | St-Amand-les-Eaux |
| 9 juillet | St-Amand-les-Eaux | Puteaux        | St-Amand-les-Eaux |

Semaine 2 : 
| Date       | Match         | Match              | Vainqueur     |
| ---------- | ------------- | ------------------ | ------------- |
| 12 juillet | Nice          | L'Alpe d'Huez      | Nice          |
| 13 juillet | Nice          | Verneuil-sur-Seine | Nice          |
| 14 juillet | Nice          | Saint-Quentin      | Saint-Quentin |
| 15 juillet | Saint-Quentin | Grenoble           | Saint-Quentin |
| 16 juillet | Saint-Quentin | Valenciennes       | Valenciennes  |

Semaine 3 : 
| Date       | Match     | Match     | Vainqueur |
| ---------- | --------- | --------- | --------- |
| 19 juillet | Montereau | Carmaux   | Montereau |
| 20 juillet | Montereau | Calais    | Montereau |
| 21 juillet | Montereau | Martigues | Montereau |
| 22 juillet | Montereau | Schœlcher | Schœlcher |
| 23 juillet | Schœlcher | Le Cannet | Le Cannet |

Semaine 4 : 
| Date       | Match      | Match             | Vainqueur  |
| ---------- | ---------- | ----------------- | ---------- |
| 26 juillet | Le Creusot | Sélestat          | Le Creusot |
| 27 juillet | Le Creusot | Les Gets          | Le Creusot |
| 28 juillet | Le Creusot | Palavas-les-Flots | Le Creusot |
| 29 juillet | Le Creusot | Liévin            | Le Creusot |
| 30 juillet | Le Creusot | Mantes-la-Jolie   | Le Creusot |

Semaine 5 : 
| Date   | Match             | Match             | Vainqueur         |
| ------ | ----------------- | ----------------- | ----------------- |
| 2 août | Montargis         | Saint-Benoit      | Montargis         |
| 3 août | Montargis         | Les Mureaux       | Montargis         |
| 4 août | Montargis         | Gap               | Montargis         |
| 5 août | Montargis         | Pont-Saint-Esprit | Pont-Saint-Esprit |
| 6 août | Pont-Saint-Esprit | Forges-les-Eaux   | Pont-Saint-Esprit |

Semaine 6 : 
| Date    | Match | Match      | Vainqueur |
| ------- | ----- | ---------- | --------- |
| 9 août  | Barr  | Évry       | Barr      |
| 10 août | Barr  | Aurillac   | Barr      |
| 11 août | Barr  | Montélimar | Barr      |
| 12 août | Barr  | Anglet     | Barr      |
| 13 août | Barr  | Lyon       | Barr      |

FINALE : 
- Première partie :

| Saint-Amand-les-Eaux 11 points |
| Valenciennes 21 points         |
| Le Cannet 13 points            |
| Le Creusot 20 points           |
| Pont-Saint-Esprit 10 points    |
| Barr 9 points                  |

- Deuxième partie :

| Date    | Lieu                 | Match        | Match      | Vainqueur          | Score |
| ------- | -------------------- | ------------ | ---------- | ------------------ | ----- |
| 19 août | Finale à Europa-Park | Valenciennes | Le Creusot | Le Creusot en 3:00 | 6-18  |

### Saison 2005
| Date       | Lieu              | Match             | Match                | Vainqueur                 | Score |
| ---------- | ----------------- | ----------------- | -------------------- | ------------------------- | ----- |
| 4 juillet  | Saint-Quentin     | Saint-Quentin     | Saint-Amand-les-Eaux | Saint-Quentin en 2:07     | 9-11  |
| 11 juillet | Pont-Saint-Esprit | Pont-Saint-Esprit | Châteauneuf          | Pont-Saint-Esprit en 1:21 | 8-14  |
| 18 juillet | Le Creusot        | Le Creusot        | Moulins              | Le Creusot en 3:00        | 10-12 |
| 25 juillet | Arles             | Arles             | Digne-les-Bains      | Digne-les-Bains en 3:00   | 8-12  |
| 1er août   | L'Isle-d'Abeau    | L'Isle-d'Abeau    | Bourgoin-Jallieu     | Bourgoin-Jallieu en 3:00  | 10-11 |
| 7 août     | Finale à Arles    | Pont-Saint-Esprit | Saint-Quentin        | Saint-Quentin en 1:45     | 12-14 |

### Saison 2006
| Date       | Lieu           | Match          | Match          | Vainqueur              | Score |
| ---------- | -------------- | -------------- | -------------- | ---------------------- | ----- |
| 3 juillet  | Le Touquet     | Le Touquet     | Saint-Quentin  | Le Touquet en 3:00'    | 15-11 |
| 10 juillet | Port-Barcarès  | Port-Barcarès  | Font-Romeu     | Port-Barcarès en 3:00  | 13-9  |
| 17 juillet | Tarbes         | Tarbes         | Montauban      | Tarbes en 1:10         | 13-12 |
| 24 juillet | Moulins        | Moulins        | Montargis      | Montargis en 1:21      | 10-15 |
| 31 juillet | Sainte-Maxime  | Sainte-Maxime  | Bandol         | Sainte-Maxime en 3:00  | 16-9  |
| 7 août     | Nîmes          | Nîmes          | Avignon        | Nîmes en 0:45          | 20-6  |
| 14 août    | Marseille      | Marseille      | Ajaccio        | Marseille en 1:02      | 16-10 |
| 21 août    | Mont-de-Marsan | Mont-de-Marsan | Agen           | Mont-de-Marsan en 0:51 | 16-7  |
| 28 août    | Finale à Nîmes | Nîmes          | Mont-de-Marsan | Mont-de-Marsan en 0:45 | 12-15 |

### Saison 2007
| Date       | Lieu                    | Match                | Match             | Vainqueur               | Score |
| ---------- | ----------------------- | -------------------- | ----------------- | ----------------------- | ----- |
| 25 juin    | Metz                    | Metz                 | Mulhouse          | Metz en 1:02            | 12-10 |
| 2 juillet  | Saint-Quentin           | Saint-Quentin        | Beauvais          | Beauvais en 0:57        | 9-16  |
| 9 juillet  | Futuroscope             | Tours                | Saintes           | Saintes en 0:51         | 9-17  |
| 16 juillet | Carcassonne             | Carcassonne          | Castelnaudary     | Carcassonne en 0:44     | 14-10 |
| 23 juillet | Digne-les-Bains         | Digne-les-Bains      | Bandol            | Digne-les-Bains en 0:51 | 19-7  |
| 30 juillet | L'Isle-sur-la-Sorgue    | L'Isle-sur-la-Sorgue | Châteauneuf       | Châteauneuf en 1:01     | 11-13 |
| 6 août     | Nîmes                   | Nîmes                | Marseille         | Marseille en 0:52       | 12-14 |
| 13 août    | Pau                     | Pau                  | Saint-Jean-de-Luz | Pau en 0:54             | 12-12 |
| 20 août    | Mont-de-Marsan          | Mont-de-Marsan       | Tarbes            | Mont-de-Marsan en 0:42  | 17-9  |
| 27 août    | Finale à Mont-de-Marsan | Mont-de-Marsan       | Carcassonne       | Mont-de-Marsan en 0:39  | 18-12 |

### Saison 2008
| Date       | Lieu                 | Match                | Match          | Vainqueur                 | Scores |          |
| ---------- | -------------------- | -------------------- | -------------- | ------------------------- | ------ | -------- |
| 23 juin    | Futuroscope          | Marseille            | Paris          | Paris en 1:46             | 8-14   | InterVIP |
| 30 juin    | Saint-Amand-les-Eaux | Saint-Amand-les-Eaux | Bergues        | St-Amand-les-Eaux en 1:00 | 14-8   |          |
| 7 juillet  | Tarbes               | Tarbes               | Pau            | Pau en 1:23               | 7-17   |          |
| 14 juillet | Dax                  | Dax                  | Anglet         | Dax en 0:47               | 16-10  |          |
| 21 juillet | Vannes               | Vannes               | Saint-Quentin  | Vannes en 0:46            | 14-8   |          |
| 28 juillet | Palavas-les-Flots    | Palavas-les-Flots    | Le Grau-du-Roi | Le Grau-du-Roi en 1:09    | 11-13  |          |
| 4 août     | Briançon             | Briançon             | Marignane      | Marignane en 0:59         | 12-14  |          |
| 11 août    | Beaucaire            | Beaucaire            | Agde           | Agde en 0:56              | 6-18   |          |
| 18 août    | Mont-de-Marsan       | Mont-de-Marsan       | Saint-Pierre   | Mont-de-Marsan en 0:48    | 16-8   |          |
| 25 août    | Finale à Dax         | Dax                  | Vannes         | Dax en 0:42               | 15-9   |          |

#### InterVIP
| Marseille | Pascal Olmeta • Loana • Lynda Lacoste • Priscilla • Cartouche • Laurent Artufel • Félicien Taris • Pascal Sellem • Michel La Rosa • Richard Virenque et des sportifs marseillais. |
| Paris     | Philippe Candeloro • Valérie Bègue • Clair Jaz • Delphine de Turckheim • Nelson Monfort • Maxime • Grégory Basso • Jean-Pierre Castaldi et les espoirs du Stade français.         |

### Saison 2009
Cette saison se déroule à Amnéville.
| Date        | Match               | Match              | Vainqueur                  | Scores |
| ----------- | ------------------- | ------------------ | -------------------------- | ------ |
| 1er juillet | Marseille           | Lille              | Marseille en 1:19          | 15-9   |
| 8 juillet   | Pornic              | Courchevel         | Courchevel en 1:21         | 10-14  |
| 15 juillet  | Pays de Montbéliard | Montargis          | Montargis en 1:24          | 5-17   |
| 22 juillet  | Châlons             | Gap                | Gap en 1:06                | 5-17   |
| 29 juillet  | Châteauneuf         | Plougastel         | Plougastel en 2:09         | 7-13   |
| 5 août      | Ajaccio             | Dunkerque          | Dunkerque en 2:13          | 8-14   |
| 12 août     | Valenciennes        | Brive-La-Gaillarde | Brive-La-Gaillarde en 1:41 | 7-14   |
| 19 août     | Metz                | Nice               | Nice en 1:09               | 9-15   |
| 26 août     | Dax                 | Gap                | Gap en 1:38                | 13-17  |

### Émission spéciale 50 ans en 2013
| Date    | Lieu | Match | Match                | Vainqueur                     | Scores |
| ------- | ---- | ----- | -------------------- | ----------------------------- | ------ |
| 29 juin | Dax  | Dax   | Saint-Amand-les-Eaux | Saint-Amand-les-Eaux en 00:42 | 13-18  |

### Saison 2025
| Date       | Lieu                      | Match                | Match                | Match                | Match                | Vainqueur                     | Scores   |        |
| ---------- | ------------------------- | -------------------- | -------------------- | -------------------- | -------------------- | ----------------------------- | -------- | ------ |
| 3 juillet  | Beauvais                  | Beauvais             | Beauvais             | Coulanges-lès-Nevers | Coulanges-lès-Nevers | Coulanges-lès-Nevers en 01:45 | 17-22    | [ 45 ] |
| 10 juillet | Gap                       | Gap                  | Gap                  | Bourgoin-Jallieu     | Bourgoin-Jallieu     | Gap en 01:29                  | 18-14    | [ 46 ] |
| 17 juillet | Wallers-Arenberg          | Wallers-Arenberg     | Wallers-Arenberg     | Saint-Amand-les-Eaux | Saint-Amand-les-Eaux | Saint-Amand-les-Eaux en 01:33 | 23-10    | [ 47 ] |
| 24 juillet | Finale à Wallers-Arenberg | Coulanges-lès-Nevers | Gap                  | Gap                  | Saint-Amand-les-Eaux | Gap en 01:18                  | 17-19-14 | [ 48 ] |
| 24 juillet | Finale à Wallers-Arenberg | Coulanges-lès-Nevers | Coulanges-lès-Nevers | Gap                  | Gap                  | Gap en 01:18                  | 20-23    | [ 48 ] |

## Émissions dérivées
Plusieurs émissions sont dérivées ultérieurement d'Intervilles :
- Interneige et Interglace, versions hivernales ;
- Jeux sans frontières, version dans laquelle s'affrontent des équipes de différents pays européens ;
- Les Jeux de Noël ;
- Intervilles Juniors, version pour les enfants lancée le 7 avril 2007 sur la chaîne de la TNT Gulli et produite par Mistral production ;
- Crazy Games, plusieurs versions, lancée le 2 février 2013 sur la chaîne de la TNT Gulli et produite par Mistral production ;
- Intercontinents ;
- Interchallenge ;
- Inter-Juniors (ancêtre d'Intervilles Juniors).
- El Grand Prix del verano (es)

## Intervilles à travers le monde

### Intervilles International
Depuis 2005, Mistral production organise des Intervilles internationaux, successeurs de Jeux sans frontières, dans lesquels s'affrontent plusieurs équipes représentant chacune leur pays.
L'arbitre-animateur de toutes ces versions internationales est Olivier Grandjean. 8 éditions ont eu lieu en France : Martigues en 2005, Saint-Pierre et Sainte-Maxime en 2006, Cagnes-sur-Mer en 2007 et 2008, Amnéville en 2009, Arpajon en 2010, Essonne en 2011 et 2012, d'autres à l'étranger: Budapest (Hongrie) en 2014, Haikou (Chine) en 2015.
En 2011, le format est rebaptisé The Biggest Game Show in the World. L'édition 2006 est enregistrée en deux fois et sur deux lieux différents : Saint-Pierre et Sainte-Maxime. Le tournage de l'édition 2011 est réalisé du 24 mai au 8 juin, à l'exception du 29 mai et du 5 juin. Comme en 2010, elle est tournée à Cerny (Essonne), sur le plateau 4000 des studios Euromédia France, à proximité de l’aérodrome Jean-Baptiste Salis.
- 2005:  Russie -  Chine -  France -  Ukraine
- 2006:  Russie -  Chine -  France -  Ukraine -  Italie -  Roumanie
- 2007:  Russie -  Chine -  États-Unis -  Kazakhstan
- 2008:  Russie -  Chine -  États-Unis -  Kazakhstan
- 2009:  Russie -  Chine -  États-Unis -  Biélorussie
- 2010:  Russie -  Chine -  France -  Biélorussie
- 2011:  Russie -  Chine -  France -  Biélorussie -  République tchèque -  Ukraine -  Royaume-Uni -  Arménie
- 2011:  Indonésie -  Philippines -  Thaïlande -  Vietnam(Spéciale Asie)
- 2012:  Kazakhstan -  Russie -  Chine -  France -  Espagne -  Grèce
- 2014:  Russie -  France Nord et Sud -  Indonésie -  Hongrie - les Amériques -  Égypte
- 2015-2016:  Kazakhstan -  Chine -  Hongrie -  France -  Algérie

| Pays                   | Nom de l'émission                                                                                              | Diffuseur           |
| ---------------------- | --- | ------------------- |
| Version internationale | |                     |
| Arménie                | Լավագույներից Լավագույները Lavagouyneric Lavagouynere (Les Meilleurs des Meilleurs)                            | H2 TV               |
| Biélorussie            | Битва титанов Bitva titanov (Bataille des titans)                                                              | ONT                 |
| Chine                  | 城市之间 - Intercities (Intervilles)                                                                           | CCTV                |
| Espagne                | Grand Prix Internacional                                                                                       | FORTA               |
| États-Unis             | |                     |
| France                 | Intervilles Intervilles International                                                                          | 1re Gulli           |
| Hongrie                | Játék határok nélkül                                                                                           | M1                  |
| Italie                 | Campanile sera                                                                                                 | Programma Nazionale |
| Kazakhstan             | Намыс дода - Большие гонки Namys Doda - Bolshie Gonki (Les Héros de la Nation)                                 | Qazaqstan           |
| République tchèque     | Aréna národů                                                                                                   | Prima               |
| Roumanie               | Saint-Tropez Games                                                                                             | Antena 1            |
| Russie                 | Большие гонки Bolshie Gonki (Les Courses Grandes) Олимпийские гонки Olimpijskie Gonki (Les Courses Olympiques) | Perviy Kanal        |
| Ukraine                | Ігри Патрiотiв Igry Patriotiv (Les Jeux de Patriotes) Битва націй Bitva natsij (La Bataille des nations)       | Inter ICTV          |

### Versions locales
Au-delà de la version internationale, des pays disposent de leur propre adaptation d'Intervilles. La Chine diffuse l'émission dans sa version locale et internationale sur CCTV, avec encore et toujours Olivier Grandjean comme arbitre-animateur. Le succès est colossal. Le Brésil et les Pays-Bas se sont montrés eux très intéressés par une adaptation ou une participation à la version internationale.
| Pays             | Nom de l'émission                                 | Diffuseur      |
| ---------------- | ------------------------------------------------- | -------------- |
| Versions locales |                                                   |                |
| Allemagne        | Deutschland Champions (Champions d'Allemagne)     | Das Erste      |
| Afrique du Sud   | Crazy Games (Jeux fous) Summer Games (Jeux d'été) | SABC2          |
| Australie        | It's a Knockout (C'est une rigolade)              | Network Ten    |
| Biélorussie      | Битва городов Bitva gorodov (Bataille des villes) | ONT            |
| Chine            | 城市之间 - Intercities (Intervilles)              | CCTV           |
| Côte d'Ivoire    | Intervilles                                       | RTI            |
| Espagne          | Grand Prix del Verano (Grand Prix de l'été)       | TVE FORTA      |
| France           | Intervilles                                       | France 2       |
| Grèce            | Παιχνίδια χωρίς σύνορα Paichnídia chorís sýnora   | ERT            |
| Maroc            | Intervilles                                       | TVM            |
| Portugal         | Campeões Nacionais (Champions nationaux)          | SIC            |
| Qatar            | Intercities (Intervilles)                         | LBCI           |
| Royaume-Uni      | It's a Knockout (C'est une rigolade)              | Channel 5      |
| Royaume-Uni      | Simply the Best (Simplement le meilleur)          | ITV            |
| Turquie          | Intercities                                       | Fox Television |
| Vietnam          | Trò chơi liên tỉnh (Jeux d'Intervilles)           | VTV3           |

## Produits dérivés
- 1964 : Guy Lux et Léon Zitrone enregistrent un disque intitulé Le Tango d'Intervilles en tournant en dérision leurs personnages.
- 1996 : des Pogs à l'effigie de l'émission sont offerts aux enfants participants ainsi qu'aux gagnants du jeu audiotel.
- 2006 : sortie d'une compilation regroupant sur deux CD les meilleurs tubes d'été ainsi que le générique original de l'émission et son remix chanté par des enfants et Robert Wurtz.
- 2007 : sortie du jeu vidéo officiel sur PC de l'émission édité par Mindscape.
- 2008 : sortie de la version DS du jeu officiel éditée par Mindscape.
- 2009 : sortie de la version Wii du jeu officiel éditée par Mindscape.